# Urera aurantiaca
Urera aurantiaca är en nässelväxtart som beskrevs av Hugh Algernon Weddell. Urera aurantiaca ingår i släktet Urera och familjen nässelväxter. Inga underarter finns listade i Catalogue of Life.